# Liste der Baudenkmale in Pisselberg
In der Liste der Baudenkmale in Pisselberg sind die Baudenkmale des niedersächsischen Ortes Pisselberg aufgelistet. Dies ist ein Teil der Liste der Baudenkmale in Dannenberg (Elbe). Der Stand der Liste ist der 31. Oktober 2021.
Die Quelle der IDs und der Beschreibungen ist der Denkmalatlas Niedersachsen.

## Allgemein
In den Spalten befinden sich folgende Informationen:
- Lage: die Adresse des Baudenkmales und die geographischen Koordinaten. Kartenansicht, um Koordinaten zu setzen. In der Kartenansicht sind Baudenkmale ohne Koordinaten mit einem roten Marker dargestellt und können in der Karte gesetzt werden. Baudenkmale ohne Bild sind mit einem blauen Marker gekennzeichnet, Baudenkmale mit Bild mit einem grünen Marker.
- Bezeichnung: Bezeichnung des Baudenkmales
- Beschreibung: die Beschreibung des Baudenkmales. Unter § 3 Abs. 2 NDSchG werden Einzeldenkmale und unter § 3 Abs. 3 NDSchG Gruppen baulicher Anlagen und deren Bestandteile ausgewiesen.
- ID: die Objekt-ID des Baudenkmales
- Bild: ein Bild des Baudenkmales, ggf. zusätzlich mit einem Link zu weiteren Fotos des Baudenkmals im Medienarchiv Wikimedia Commons. Wenn man auf das Kamerasymbol klickt, können Fotos zu Baudenkmalen aus dieser Liste hochgeladen werden:

## Baudenkmale

### Gruppe baulicher Anlagen
| Lage                       | Bezeichnung              | Beschreibung | ID       | Bild |
| -------------------------- | ------------------------ | --- | -------- | ---- |
| 53° 6′ 45″ N, 11° 4′ 34″ O | Siedlungskern (Ortskern) | Nach Totalbrand im August 1847 wurde das Dorf anschließend neu errichtet. Dabei wurden die zu diesem Zeitpunkt errichteten Wohn-/Wirtschaftsgebäude mit ihren Wirtschaftsgiebeln größtenteils nicht zur Dorfstraße, sondern zur Auenseite ausgerichtet. Der alte Baumbestand auf den Höfen wurde offenbar beim Neubau des Dorfes planmäßig angepflanzt. Er betont die charakteristische inselartige Lage des Ortes auf der Düne in der ansonsten baumlosen Marsch. | 30826214 |      |

### Einzeldenkmale
| Lage                                         | Bezeichnung               | Beschreibung | ID       | Bild |
| -------------------------------------------- | ------------------------- | --- | -------- | ---- |
| Pisselberg Nr. 14 53° 6′ 44″ N, 11° 4′ 42″ O | Wohn-/ Wirtschaftsgebäude | Großes Vierständerhaus in Fachwerk mit Backsteingefachausfüllungen und unter Halbwalmdach; völlig zu Wohnzwecken umgebaut. Errichtet nach einem Dorfbrand 1848 (i). Ehemals Hofstelle Nr. 4. | 30837205 |      |
| Pisselberg Nr. 18 53° 6′ 44″ N, 11° 4′ 40″ O | Wohn-/ Wirtschaftsgebäude | Großes Vierständerhaus in Fachwerk mit Backsteingefachausfüllungen, unter Halbwalmdach; vollständig zu Wohnzwecken ausgebaut. Errichtet 1847 (i). Ehemals Hofstelle Nr. 10. | 30837083 |      |
| Pisselberg Nr. 20 53° 6′ 45″ N, 11° 4′ 38″ O | Wohn-/ Wirtschaftsgebäude | Großes Vierständerhaus in Fachwerk mit Backsteingefachausfüllungen; unter Halbwalmdach; weitgehend zu Wohnzwecken ausgebaut. Errichtet nach einem Dorfbrand 1848 (i). Ehemals Hofstelle Nr. 5. | 30837184 |      |
| Pisselberg Nr. 22 53° 6′ 45″ N, 11° 4′ 35″ O | Wohn-/ Wirtschaftsgebäude | Großes Vierständerhaus in Fachwerk mit Backsteingefachausfüllungen; unter Halbwalmdach; Traufen teilweise in Backsteinmauerwerk erneuert. Errichtet nach einem Dorfbrand 1848 (i). Ehemalige Hofstelle Nr. 7.                                                                                     | 30837144 |      |
| Pisselberg Nr. 26 53° 6′ 46″ N, 11° 4′ 32″ O | Wohn-/ Wirtschaftsgebäude | Großes Vierständerhaus in Fachwerk mit Backsteingefachausfüllungen; unter Halbwalmdach; vollständig zu Wohnzwecken ausgebaut; Dielentor teilweise zugesetzt und durch einen Wintergarten ersetzt, dabei ursprüngliche Hausinschrift zerstört. Vermutlich 1848 errichtet. Ehemals Hofstelle Nr. 9. | 30837104 | BW   |
| Pisselberg Nr. 31 53° 6′ 44″ N, 11° 4′ 32″ O | Wohn-/ Wirtschaftsgebäude | Großes Vierständerhaus in Fachwerk mit Gefachausfüllungen in Backstein; unter Halbwalmdach. Errichtet nach einem Dorfbrand 1848 (i). Ehemals Hofstelle Nr. 1. | 30837266 |      |
| Pisselberg Nr. 32 53° 6′ 47″ N, 11° 4′ 26″ O | Wohn-/ Wirtschaftsgebäude | Großes Vierständerhaus in Fachwerk mit Gefachausfüllungen in Backstein, unter Halbwalmdach; vollständig zu Wohnzwecken ausgebaut. Errichtet 1847 (i). Ehemals Hofstelle Nr. 6. | 30837165 | BW   |
| Pisselberg Nr. 33 53° 6′ 45″ N, 11° 4′ 30″ O | Wohn-/ Wirtschaftsgebäude | Großes Vierständerhaus in Fachwerk mit Backsteingefachausfüllungen; unter Halbwalmdach. Errichtet nach einem Dorfbrand 1848 (i). Ehemals Hofstelle Nr. 3. | 30837226 |      |